# Gösta Sjölin
Gösta Edvin Sjölin, född 2 april 1917 i Göteborg, död 20 juli 2002 i Västra Frölunda, var en svensk konservator och målare.
Sjölin studerade vid Slöjdföreningens skola i Göteborg och under studieresor till Danmark och Frankrike. Bland hans offentliga arbeten märks väggmålningar för Husqvarnakoncernens anläggningar i Göteborg och en väggmålning i matsalen på Liljeholmens folkskola i Rimforsa samt dekorativa arbeten på restaurang Rendez-vous i Göteborg. Han medverkade i utställningar på Olsens konstsalong och Göteborgs Konsthall. Vid sidan av sitt eget skapande var han från 1951 lärare vid ABC:s målarskola i Göteborg.
I egenskap av verksmästare i Målerifirman Ivar Celander AB har Sjölin även utfört restaureringar i de flesta av Västra Götalands kyrkor, Kronhuset, Börsen i Göteborg, Röhsska Museet samt Residenset i Göteborg. I Residenset tog man fram en dold 1600-talsmålning. Sjölin har beskrivit takmålningarnas nedtagning och tekniska beskaffenhet, deras konservering och återuppsättande i ett avsnitt i Harald Wideens skrift Takmålningar i Torstensonska Huset.  
Från 1974 och fram till sin pensionering var Sjölin anställd på Stora Teatern som chef för Dekor och Målarateljen.